# 同志社大学大学院生命医科学研究科・生命医科学部
同志社大学大学院生命医科研究科（どうししゃだいがくだいがくいんせいめいいかがくけんきゅうか）は、同志社大学に設置される大学院研究科の一つである。また、生命医科学部（せいめいいかがくぶ）は同大学に設置される学部の一つである。   
講義や研究は主に京田辺キャンパスの医心館や、学研都市キャンパスの快風館で行われている。 

学部関連施設の快風館がある学研都市キャンパス

## 概要
同志社大学は、2003年に京都府立医科大学との学術交流協定締結を行い、その後は医療と健康に関わる研究センターや寄付教育研究プロジェクトを立ち上げて、生命科学や医療・健康科学の分野で、かなりの成果や実績を挙げて来ていた。 
そして2008年度に生命医科学部が、スポーツ健康科学部と共に新学部として開設される。学部には医工学科、医情報学科、医生命システム学科の3つの学科があり、
- 工学と医学の融合による学び

- 研究機関や他学部との密な連携

- 社会的ニーズに応える多彩な専門科目

の3つの目標を掲げている。
数学・物理学・化学・生物学などの基礎科学に加えて、生命医科学概論・生化学・内科学概論・外科学概論などの専門知識を修得し、その成果を人間に活かせる技術を身につけたうえで、実践力を養って行くのが狙いである。そのため学内外の最先端の研究機関や医療機関、そして他学部とも連携している。
一例として、京都府立医科大学との学術交流に加えて炎症・再生医療研究センター、アンチエイジングリサーチセンターなどを新設しており、一方で理工学部、スポーツ健康科学部、人文科学系・社会科学系学部とも連携していて、一部の科目を共通科目にしている。工学研究の実績に、医学や基礎生物学などを融合させて、多角的な視点や幅広い知識・技術を身につけさせると共に、ケーススタディーを通して、自分自身での問題発見及びその解決能力を育てて行く。
学部卒業後は大学院への進学が奨励されるが、多くの企業や研究機関などの研究者やエンジニアとして就職する道もある。またグローバルな感覚を身につけるため、留学プログラムもある、特にフランスの科学系グランゼコールや、ミラノ工科大学とはダブルディグリーの協定を締結しており、院の博士課程（前期あるいは後期）修了時に、留学先機関の修士または博士の学位も同時に取得可能である。

## 専攻及び学科

### 大学院
- 医工学・医情報学専攻
  - 医工学コース
  - 医情報コース
- 医生命システム専攻
  - 分子生命分野
  - 神経科学分野
  - システム生命分野

### 学部
- 医工学科
- 医情報学科
- システム医科学科

それぞれの専攻、学科には以下の研究室がある。

医工学コース、医工学科
- ティッシュエンジニアリング研究室
- バイオメカニクス研究室
- 非線形応用数理研究室
- バイオマテリアル研究室
- メディカルロボティクス研究室
- 生命物理科学研究室

医情報学コース、医情報学科
- 生体情報研究室
- 超音波エレクトロニクス・生体計測研究室
- 脳神経行動工学研究室
- ヒューマンインフォマティクス研究室
- 生命物理科学研究室

医生命システム専攻、医生命システム学科
分子生命分野
- 分子生命化学研究室
- 予防健康医学研究室
- 抗加齢医学研究室

神経科学分野
- 神経病理学研究室
- 神経生理学研究室
- 細胞代謝化学研究室

システム生命分野
- システム生命科学研究室
- 遺伝情報研究室

## 連携機関

### 国内の大学・研究機関
医科系大学
京都府立医科大学大学院医学研究科、京都大学大学院医学研究科との間でそれぞれ特別研究学生交流協定が結ばれている。また、国立大学法人滋賀医科大学大学院医学系研究科との間で、教育・研究に関する申し合わせが締結されている。
医療機関
草津総合病院との間で、教育・研究に関する協定を締結している。連携大学院方式と呼ばれるもので、草津総合病院の医師・研究者が、生命医科学研究科の客員教授として、生命医科学研究科の学生の研究指導を行っている。
研究機関
日本原子力研究開発機構との間で教育・研究に関する協定を締結している。これも連携大学院方式で、原子力開発機構の研究者が、生命医科学研究科の学生の研究指導を担当している。

### 海外の大学・研究機関

#### ダブルディグリープログラム
フランス　
- エコール・セントラル国立理工科学院連合 リール、リヨン、マルセイユ、ナント、パリ校 (Groupe des Écoles centrales)
- パリ市立工業物理・化学高等専門学校（ESPCI－Paris Tech、大学院相当）

イタリア　
- ミラノ工科大学

ドイツ
- オットー・フォン・ゲーリケ大学マクデブルク

#### 学位取得を目的としない交換留学
イギリス　
- カーディフ大学視覚光学部

フランス　
- パリ第5大学ルネ・デカルト生命基礎医科学部
- ソルボンヌ大学
- ピエール・マリー・キュリー大学（UPMC／パリ第6大学）理工学部
- パリ国立鉱業高等学校（大学院相当）

ベルギー
- モンス大学

ポルトガル
- リスボン大学高等工科学院（IST)

### 研究センター群
- イノベーティブコンピューティング研究センター
- 超音波医科学研究センター
- 先端バイオマテリアル研究センター
- 次世代科学技術社会コミュニケーション研究センター
- 神経変性疾患研究センター
- 自己組織化科学研究センター
- メカノバイオロジー研究センター

### 寄付研究プロジェクト群
- 炎症炎症・再生医療研究センター
- アンチエイジングリサーチセンター
- 糖化ストレス研究センター

アンチエイジングリサーチセンターの活動の成果により、京都市上京区にアンチエイジングドックが2005年に開設された。このアンチエイジングドックは、医学部を持たない総合大学では初めての試みで、また関西圏の大学でも初めてのことである。

## 著名な教職員
- 渡辺好章（教授）
- 米井嘉一（教授）